# H·B·耶辛
H·B·耶辛（1917年7月31日—2000年7月31日），原名漢斯·巴格·耶辛，印度尼西亞（印尼）文學評論家、文獻學家、教授。他在哥倫打洛市出生，父親在石油公司工作，喜歡看書；他自己則在就讀小學期間養成閱讀習慣，還在高中畢業之前開始撰寫文學評論。他在畢業之後曾經在助理駐紮官府工作過一陣子，然後又接受邀請前往巴達維亞（今雅加達），在國營出版社圖書編譯局工作。他在1950年代先後入讀印度尼西亚大学和耶鲁大学；回國後除了擔任教職，他還參加過《文學》、《地平線》雜誌的編務。他在主編《文學》雜誌期間，刊登了一篇運用擬人法描寫安拉的短篇小說，卻拒絕公開化名作者的身分，因此法庭裁定這篇小說褻瀆宗教，判處耶辛監禁一年，緩刑兩年。
耶辛在刑期屆滿之後成立耶辛文学文献中心，負責記錄印尼文學。他在晚年六度中風，並於2000年逝世，遺體在卡利巴達英雄陵園安葬。他被稱為「印度尼西亞文學教皇」，除了在工作方面獲得好評，還獲得多項獎項。

## 生平
耶辛在1917年7月31日生於哥倫打洛，他的父親巴格·曼圖·耶辛（Bague Mantu Jassin）是一位穆斯林，在巴達維亞石油公司工作，喜歡看書。老耶辛和妻子哈比巴·瑤（Habibah Jau）生了六個孩子。他在哥倫打洛就讀荷印學校（Hollandsch-Inlandsche School，為土著開設的荷蘭語小學）期間養成博覽群書的習慣，然後隨家人遷居棉蘭（今屬北苏门答腊省），並在就讀國民中學（Hogere Burger School，為土著而設的五年制中學）期間開始向當地的雜誌社投稿，發表文學評論。當時他還讀過很多西方的文學作品。
在棉蘭完成中學課程之後，耶辛就回到哥倫打洛，在助理駐紮官府擔任不受薪的職務。他在1940年接受蘇丹·達迪爾·阿里夏巴納的邀請，到荷蘭殖民政府經營的出版社圖書編譯局工作——阿里夏巴納也是圖書編譯局的總編輯。他也在同一年加入《新作家》月刊的編輯部，直至月刊在兩年後停刊為止。耶辛剛剛加入圖書編譯局的時候創作的作品以短篇小說和詩歌居多，後來則在好友爾敏·巴奈的引導下，開始成為文學評論家和文獻學家。他曾經在日本佔領荷屬東印度期間向日本人主辦的《大亞洲》日報投稿，發表詩歌和短篇小說，並參與《圖書旗幟》（Pandji Poestaka）雜誌的編務。從1945年印尼獨立至1957年耶辛出國留學期間，他還參加過《印尼論壇》（Mimbar Indonesia）、《天才》（Zenith）、《語言及文化》（Bahasa dan Budaja）、《故事》（Kisah）、《藝術》（Seni）等雜誌的編務。
耶辛從1953年開始擔任印度尼西亚大学（印尼大學）的講師，教授與印尼文學有關的課程，也在同時修讀印尼大學的文學課程。他在1957年從印尼大學畢業，並於同年到美國耶鲁大学進修兩年，主修比较文学。返回雅加達之後，耶辛除了回到印尼大學擔任講師，還加入《文學》（Sastra）雜誌社，擔任總編輯。1966年穆赫塔爾·盧比斯創辦文學雜誌《地平線》之後，耶辛參加過這份雜誌的編務，與盧比斯、陶菲克·伊斯邁爾、史福仁共同擔任雜誌社的編輯。耶辛是1963年《文化宣言》的主要簽署人之一，他們發表這份宣言的目的就是應對左派組織（以人民文化協會最為突出）持續壓迫文壇的行為。印尼政府在1964年5月禁止《文化宣言》，還對《文化宣言》的簽署人進行處分，因此耶辛在1964年被印尼大學解僱。
耶辛在1971年被控上法庭，原因是當年由他主編的《文學》雜誌刊登了一篇題為〈天越來越陰沉〉（Langit Makin Mendung）的短篇小說，並拒絕公開作者的真實姓名，涉嫌觸犯褻瀆宗教罪。這篇小說由基·潘吉·庫斯敏（Ki Pandji Kusmin，筆名）創作，形容真主安拉和人類有着相似的特徵。耶辛的答辯《對想像的辯護》（Pembelaan Imajinasi）在印尼文學史上意義重大，不過法庭還是判處耶辛監禁一年，緩刑兩年。刑期屆滿之後，耶辛再一次回到了印尼大學，擔任常任講師，至1973年離職。為了表揚耶辛對印尼文學界的貢獻，印尼大學在1975年向他頒授榮譽博士學位。耶辛在1976年成立耶辛文學文獻中心，這座中心位於伊斯迈尔·马祖基公園，收藏了耶辛從1940年開始收集的書籍。
耶辛在1978年以詩歌（而不是傳統使用的散文）的格式把《古兰经》翻譯成印尼文，結果引起爭議，因為當時公眾認為耶辛既不會說阿拉伯语，也缺乏對伊斯蘭教的知識。後來耶辛又完成了另一部譯作《詩歌中的古蘭經》（Al-Qur'an Berwajah Puisi），同樣引起爭議。
耶辛在1996年中風，自此之後便需要以輪椅代步。他的助手也在當時接手翻譯耶辛未能完成的四部譯作。本來耶辛打算憑着姪女的幫助，繼續完成自己的工作，不過這時他的工作進度已經大不如前。他在2000年3月11日六度中風之後，在雅加達集托·芒溫庫蘇莫醫院病逝，享年82歲。耶辛文學文獻中心舉行了一場追思會，陶菲克·伊斯邁爾、阿伊普·羅西迪、古纳汪·穆罕默德等200人出席了這場活動。政府為他舉行國葬，在雅加達南區卡利巴達英雄陵園安葬他的遺體。

## 個人生活
耶辛是穆斯林，結過三次婚：第一任妻子廷切·凡·布倫（Tientje van Buren）既是一名印歐人，也是一名寡婦，他們最後離婚收場。第二任妻子阿爾西蒂（Arsiti）與耶辛育有兩名子女，卻在1962年去世；之所以耶辛會翻譯《古蘭經》，就是因為他在阿爾西蒂舉行喪事期間不斷唸誦《古蘭經》的〈雅辛章〉。過了9個月，耶辛又迎娶第三任妻子尤莉科·威廉（Yuliko Willem），兩人育有兩名子女。

## 評價
詩人加尤斯·夏基安（Gajus Siagian）把耶辛稱為「印度尼西亞文學教皇」（Paus Sastra Indonesia），因為當時人們認為印尼人要成為作家，就必須得到耶辛的認可。印尼前總統阿卜杜拉赫曼·瓦希德說耶辛是一名「文壇巨人」，他也是讀着耶辛的著作長大的。詩人沙巴迪·佐科·達莫諾則認為耶辛對印尼文學的貢獻，以及他嚴謹的治學態度，都是無與倫比的，還說耶辛「不但會留住作家的作品，還會留住作家的貢獻。」

### 榮譽
耶辛得到的國內外獎項包括：
- 印度尼西亞文化獎章（1969年）
- 雅加達學會終身榮譽會員（1970年）
- 文化交流獎（1972年）
- 玛尔蒂努斯·内霍夫奖（1973年）
- 印度尼西亞藝術獎（1983年）
- 拉蒙·麦格塞塞奖（1987年）
- 印度尼西亞五等英雄獎章（1994年）

## 作品選錄
耶辛編撰、翻譯的作品包括：

### 文學評論
- 《四五年派》（Angkatan 45，1951年）
- 《印尼現代文學評論集》（Kesusastraan Indonesia Modern dalam Kritik dan Esei，分四輯，1954年－1967年）
- 《作為世界文學大家庭中一員的印尼文學》（Sastra Indonesia sebagai Warga Sastra Dunia，1963年)
- 《印尼作家及其領域》（Pengarang Indonesia dan Dunianja，1963年)
- 《評世界文學作品的印尼文譯作》（Kesusastraan Dunia dalam Terdjemahan Indonesia，1966年)
- 《1968年文學轟動》（Heboh Sastra 1968: Suatu Pertanggungjawaban，1970年)
- 《1943年-1983年期間的書信集》（Surat-Surat 1943—1983，1984年)
- 《印尼文學與民族鬥爭》（Sastra Indonesia dan Perjuangan Bangsa，1993年）
- 《報章與印尼文學》（Koran dan Sastra Indonesia，1994年)

### 文學作品集
- 《理想的光輝：短篇小說及畫集》（Pantjaran Tjinta: Kumpulan Tjerita Pendek dan Lukisan，1948年）
- 《祖國的迴響：散文及詩集》（Gema Tanah Air: Prosa dan Puisi，1948年）
- 《日佔時期的印尼文學》（Kesusasteraan Indonesia di Masa Djepang，1948年）
- 《十三個短篇故事集》（Kisah: 13 Tjerita Pendek，1955年）
- 《四五年派的先驅者凱里爾·安哇爾》（Chairil Anwar Pelopor Angkatan 45，1956年）
- 《剖析——短篇小說評論》（Analisis Sorotan Tjerita Pendek，1961年）
- 《新作家派的詩王阿米爾·哈姆扎》（Amir Hamzah Raja Penyair Pudjangga Baru，1962年）
- 《新作家派的散文和詩歌》（Pudjangga Baru Prosa dan Puisi，1963年）
- 《六六年派的散文和詩歌》（Angkatan 66: Prosa dan Puisi，1968年）
- 《關於〈詩歌中的古蘭經〉的爭議》（Kontroversi Al-Qur'an Berwajah Puisi，1995年）

### 譯著
- 《印度尼西亞的回憶》（Renungan Indonesia，原作者為沙赫拉薩，即蘇丹·夏赫里爾）
- 《忠臣藏》（Chushingura，原作者為鹽谷榮，與卡林·哈林合譯；1945年）
- 《夜航》（Terbang Malam，原作者為安托万·德圣埃克絮佩里；1947年）
- 《班基故事的比較研究》（Tjerita Pandji dalam Perbandingan，原作者為普爾巴札拉卡；1966年）
- 《马格斯·哈弗拉尔，或荷蘭貿易公司的咖啡買賣》（Max Havelaar, atau Lelang Kopi Maskapi Dagang Belanda，原作者為穆尔塔图里；1972年）
- 《凱里爾·安哇爾詩歌全集》（The Complete Poems of Chairil Anwar，與廖裕芳合譯；1974年）
- 《瓜達拉哈拉起義》（Pemberontakan Guadalajara，原作者為揚·斯勞爾霍夫；1976年）
- 《古蘭經》（Al Qur'an Bacaan Mulia，1978年）
- 《大白鳳頭鸚鵡的吶喊：馬魯古群島的帕提穆拉起義》（Teriakan Kakatua Putih: Pemberontakan Patimura di Maluku，原作者為约翰·法布里丘斯；1980年）
- 《伊拉斯謨對話集》（Percakapan Erasmus，原作者為德西德里烏斯·伊拉斯謨；1985年）
- 《神秘的穆尔塔图里》（Multatuli yang Penuh Teka-Teki，原作者為威廉·弗雷德里克·赫爾曼斯；1988年）

## 腳註
1. 1 2 3  Saaed 2005，第86頁.
2. 1 2 3  Antara 2006, Mengenang 89 Tahun.
3. 1 2 3 4 5 6 7 8 9  Badan Bahasa, Hans Bague Jassin.
4. ↑  Mahayana 2007，第209-215頁.
5. 1 2  Rampan 2000，第188頁.
6. 1 2  Teeuw 1967，第253–254頁.
7. ↑  Rampan 2000，第189頁.
8. 1 2  The Jakarta Post 2000-03-12, Memory of Jassin.
9. ↑  McGlynn & Sulistyo 2007，第86頁.
10. 1 2 3 4 5 6  The Jakarta Post 2000-03-12, HB Jassin.
11. ↑  Saaed 2005，第89頁.
12. ↑  Merdeka, Hans Bague Jassin.
13. ↑  Saaed 2005，第87頁.
14. ↑  Badan Bahasa, Paus Sastra.
15. ↑  Badan Pustaka, Hans Bague Jassin.